# サエッタ (駆逐艦)
サエッタ（Saetta、「矢」「閃光・雷電」の意）は、イタリア王立海軍の駆逐艦。

## 艦歴
1936年から1938年にかけて、サエッタはスペイン内戦に派遣された。この紛争中の1937年8月11日、シチリア海峡でスペイン共和国側の油槽船カンペアドールに魚雷攻撃と砲撃を行い、火災を発生させて（乗員42名のうち、12名が死亡）沈没させた。
第二次世界大戦にイタリアが参戦した時点で、サエッタは同型艦フレッチャ、ダルドおよびストラーレとともに第7駆逐艦部隊を構成していた。
1940年7月7日の14時10分に同型艦たち、戦艦ジュリオ・チェザーレおよびコンテ・ディ・カブール、第8駆逐艦部隊（フォルゴーレ、フルミーネ、ランポおよびバレノ）とともに、リビヤへの護送船団（水雷艇オルサ、プロチオーネ、オリオーネ、ペガソ、アバ、ピロに護衛された兵員輸送船エスペリア、カリテア、内燃機船マルコ・フォスカリーニ、フランチェスコ・バルバーロ、ヴェットール・ピサーニ）を支援するためにターラントから出航した。
この編隊はその後、第1および第2海軍戦隊に合流し、7月9日のカラブリア沖海戦に参加した。
11月27日に戦艦ジュリオ・チェザーレおよびヴィットリオ・ヴェネト、同型艦フレッチャおよびダルド、第13駆逐艦部隊（グラナティエーレ、フチリエーレ、ベルサリエーレ、アルピーノ）とともにナポリを出航し、スパルティヴェント岬沖海戦に参加した。
1941年初頭に、艦橋部の2基の2連装ブレダ 13.2mm機銃を2門の単装ブレダM35 20mm機関砲に交換し、2門の120 mm照明弾発射砲を多数の20 mm機関砲に置き換える改修を受けた。
1月22日、同型艦のフレッチャとともに、ナポリ-トラーパニ間で兵員輸送船マルコ・ポーロ、コンテ・ロッソ、エスペニアおよびヴィクトリアを護衛した（船団は第14駆逐艦部隊の護衛を受けてトリポリまで航海した）。
2月5日から7日にかけて、ナポリからトリポリまで駆逐艦フレッチャ、タリゴとともに（6日には軽巡洋艦バンデ・ネーレも加わった）、兵員輸送船マルコ・ポーロ、コンテ・ロッソ、エスペニアおよびカリテアで構成される船団を護衛し、2月9日から11日かけての帰路も護衛にあたった。
2月21日、駆逐艦フレッチャおよびトゥルビネとともに貨物船エラクレア、マリッツァおよびメネスで構成される船団を護衛してナポリからトリポリに向かった。英潜水艦リージェントがメネスを魚雷攻撃したが、沈没には至らず、サエッタに曳航されてトリポリに到着した。
1941年2月24日に、駆逐艦バレノ、カミチア・ネーラ、水雷艇アルデバラン、オリオーネとともに兵員輸送船マルコ・ポーロ、コンテ・ロッソ、エスペニアおよびヴィクトリアを護衛してナポリからトリポリに向かった。
間接護衛として軽巡洋艦ディアスおよびバンデ・ネーレ、駆逐艦アスカリおよびコラッツィエーレが加わったが、翌日に英潜水艦アップライトがディアスを魚雷攻撃し、ディアスはほとんどの乗員とともに北緯34度33分、東経11度45分の地点で沈没した。
4月2日から5日にかけて、駆逐艦トゥルビネおよび水雷艇オルサとともに貨物船アリカンテ、テンビエン、マリッツァ、プロシーダおよびサンタ・フェからなる船団をナポリからトリポリまで護衛した。
4月21日から24日にかけて駆逐艦トゥルビネ、ストラーレ、フォルゴーレとともに貨物船ジュリア、カステリョン、アルクトゥールス、レーヴァークーゼンを護衛してナポリからトリポリに航海した。
5月1日、サエッタは他の3隻の駆逐艦とともに英潜水艦アプホルダーの攻撃を受けた5隻の貨物船からなる船団の護衛の一部だった。第1撃で内燃機船アルクトゥールスが致命的な損傷を受け、レーヴァークーゼンも深刻な損傷を負い、サエッタが曳航しようと試みたが、さらなる魚雷攻撃により沈没した。
7月21日にフォルゴーレ、フルミーネおよびエウロとともにナポリ-トリポリ航路で、途中で油槽船ブラレーナおよび駆逐艦フチリエーレ、水雷艇パラーデが加わった蒸気船マッダレーナ・オデーロ、ニコロ・オデーロ、カッファーロおよびプロイセンからなる船団の護衛をつとめていたが、翌日にパンテッレリーア沖で英第830飛行隊のフェアリー ソードフィッシュ雷撃機による攻撃を受け、プロイセン及びバラーデが撃沈された。
11月23日、駆逐艦ウソディマーレとともに内燃機船ファビオ・フィルツィをトラーパニからトリポリまで護衛した。
12月13日に「M 41」作戦の一環として、駆逐艦マルチェッロとともに、内燃機船アンカラ単独で編成された船団「N」をベンガジへと護衛するためにターラントを出向した（「M 41」作戦は妨害された）。
12月16日に再び独内燃機船アンカラを、水雷艇ペガソとともにトリポリまで護衛するためにターラントを出向した。船団は18日にベンガジに目的地を変更した。
1942年6月14日、6月中旬の戦いの最中に、雷撃で損傷し、英潜水艦P 35によって撃沈された重巡洋艦トレントの生存者を救助するために駆逐艦ピガフェッタおよびカミチア・ネーラとともに派遣された。サエッタはピガフェッタが曳航の準備を整える間、カミチア・ネーラとともに煙幕を張ったが、トレントはP 35の再度の魚雷攻撃を受けて沈没し、サエッタは潜水艦を攻撃することができなかったのでピガフェッタおよびカミチア・ネーラとともに生存者の救助にあたった。
同じ6月に、駆逐艦ニコローゾ・ダ・レッコとともにリビヤ航路で内燃機船モンヴィーゾおよびアンカラの護衛部隊に加わった。船団は最初に潜水艦からの魚雷攻撃を受け、サエッタが30分間に渡って対戦戦闘を行ったが成果はなく、その後、航空攻撃を受けた。サエッタとダ・レッコは貨物船を煙幕で覆って雷撃機を迎撃し（ダ・レッコが損傷を与え、サエッタが破壊した）、その後は貨物船を無事にベンガジまで護衛し、不首尾に終わった航空攻撃および潜水艦からの攻撃を受けた帰路でも護衛を務めた。
8月17日にはエネア・ピッキオ少佐の指揮のもと、現代的内燃機船ニーノ・ビクシオおよびセストリエーレをダ・レッコおよび水雷艇カストーレ、オリオーネとともにベンガジからブリンディジへと護衛した。15時35分にビクシオが英潜水艦タービュレントからの魚雷2発を受けて深刻な損傷を負い（ビクシオには捕虜が載せられており、434名が死亡した）、サエッタがギリシャまで24時間以上かけて曳航した。
また、8月には蒸気船ミラノおよびアヴェンティーノを護衛していた際に航空攻撃を受けて船団はギリシャへと迂回したが、その後、ベンガジに向かうことができた。

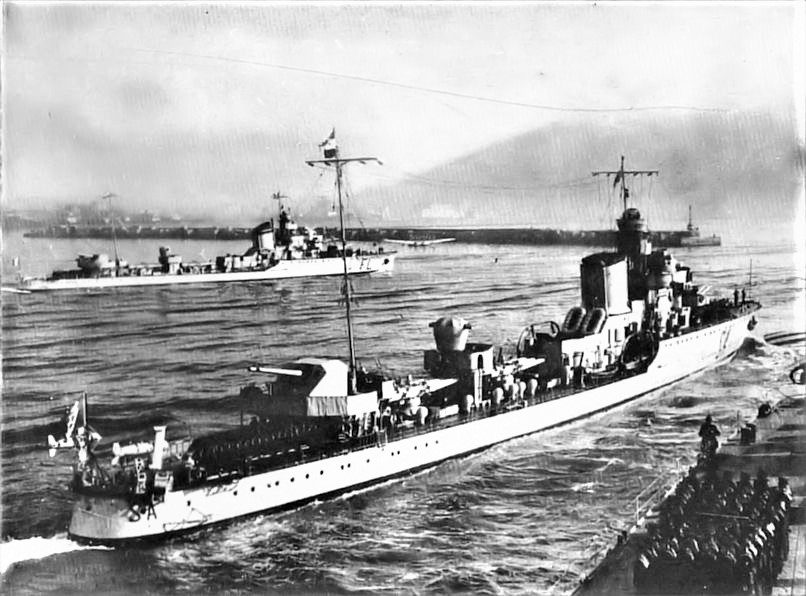
サエッタ（右）と駆逐艦フルミーネ、1938年

1942年には高速曳航装置が装備され、浮遊燃料タンクに改造された非武装の潜水艦をリビヤまで曳航した。サエッタは、はしけGR 248とされた旧式潜水艦ドメニコ・ミッレリーレを曳航して、この種の任務を2回担当した。例えば、12月13日には443トンの軽油を搭載したミッレリーレを曳航している。
10月4日、駆逐艦カミチア・ネーラとともに、すでに駆逐艦フォルゴーレ、ゼーノおよび水雷艇アンターレスからなる重要な貨物（燃料3,030トン、弾薬70トン、戦車28両、車両144台、物資1,060トン）を積載してブリンディジからベンガジに向かう内燃機船セストリエーレの護衛部隊に加わった。アメリカ空軍の爆撃機による継続的な攻撃を受けたにもかかわらず、10月7日の11時30分に船団は無傷で目的地に到着した。
1942年末から1943年初頭にかけて、後部の魚雷発射管群の37 mm機関砲2門への換装、単装20 mm機関砲3門の追加という改修を受けた。
1943年前半に水雷艇リンチェおよび内燃機船アンカラを曳航した。
2月3日に、水雷艇クリオ、モンソーネ、ウラガーノ、シリオとともに大型油槽船ソルスヘイムを護衛してナポリに向かうためにビゼルトを出向した。チュニジア沖でウラガーノが触雷し、艦尾が脱落した（3時間後に144名を道連れに沈没した）。サエッタとクリオが救助のために接近を試みたが、10分後の9時50分（資料によっては13時10分）にサエッタの艦体中央部が触雷し、爆発によって2つに割れて数分のうちに北緯37度35分、東経10度37分（カニ島の60度方向27海里）の地点で沈没した。
漂流者たちは救出されるまで2日間荒れた海に翻弄された。サエッタの生存者はわずか39名だけが救出された。
170名が海に消え、その中にはピッキオ艦長も含まれていた。ピッキオは船とともに沈むつもりで最後まで持ち場に留まり、数時間後に沈没船の中で水中にいるのが目撃された。彼はペットのジャーマン・シェパード・ドッグと共に、生存した乗組員とお別れをしたのである。彼にはその勇気を称えて武功勲章が授与された。
サエッタは総計163回の任務に出動し（海軍艦隊の一部として4回、対潜戦闘5回、船団護衛92回、訓練航海10回、移動その他52回）、64,458海里を航海し、252日間を任務に費やした。

### 艦長
カルロ・ウンゲル・ディ・レーヴェンベルク少佐（1906年12月11日、ルッカ生まれ、1940年6月10日-1941年3月31日）
ジュリオ・サンドレッリ少佐（1905年6月9日、ローマ生まれ、1941年4月1日-11月）
アントーニオ・ビオンド少佐（1906年12月23日、マリーエ生まれ、1941年11月-1942年1月25日）
マンリーオ・ミヌッチ少佐（1903年8月13日、ラッダ・イン・キアンティ生まれ、1942年1月26日-6月2日）
エネーア・ピッキオ少佐（1906年9月21日、オレッジョ生まれ、1942年7月20日-1943年2月3日）

## 書誌情報
- Cocchia, Aldo (2004). Convogli. Un marinaio in guerra 1940-1942. Mursia. ISBN 978-88-425-3309-2。
- Giorgerini, Giorgio (2002). La guerra italiana sul mare. La marina tra vittoria e sconfitta, 1940-1943. Mondadori. ISBN 978-88-04-50150-3。
- Rocca, Gianni (1987). Fucilate gli ammiragli. La tragedia della Marina italiana nella seconda guerra mondiale. Milano: Mondadori. ISBN 978-88-04-33826-0。